# Coeficiente de dilatación adiabática
El coeficiente de dilatación adiabática, también llamado índice adiabático, o coeficiente de Laplace, es la razón entre la capacidad calorífica a presión constante ({\displaystyle C_{P}}) y la capacidad calorífica a volumen constante ({\displaystyle C_{V}}). A veces es también conocido como factor de expansión isentrópica y razón de calores específicos, y se denota con la letra {\displaystyle \gamma } (gamma) o, en algunos casos,  para procesos politrópicos {\displaystyle \kappa } (kappa).
La definición de esta magnitud es la siguiente:

```

  

    

      

        
γ

        
=

        

          

            

              
C

              

                
P

              

            

            

              
C

              

                
V

              

            

          

        

      

    

    
{\displaystyle \gamma ={\frac {C_{P}}{C_{V}}}}

  

```

donde el valor de {\displaystyle C} es el capacidad calorífica o capacidad calorífica específica de un gas, los sufijos {\displaystyle P} y {\displaystyle V} se refieren a las condiciones de presión constante y de volumen constante respectivamente.

## Concepto
Para comprender esta relación entre las capacidades caloríficas a presión y volumen constante se considera el siguiente experimento:
Un cilindro cerrado con un pistón bloqueado contiene aire. La presión interior es igual a la presión atmosférica del aire fuera. Este cilindro se calienta. Dado que el pistón no se puede mover, el volumen es constante. La temperatura y la presión aumentarán. La fuente de calor se detiene y la energía añadida al sistema es proporcional a {\displaystyle C_{V}}. El pistón es liberado y se mueve hacia el exterior, la ampliación del volumen, ocurre sin intercambio de calor (expansión adiabática). Al hacer este trabajo (proporcional a {\displaystyle C_{P}}) se enfría el aire en el interior del cilindro a la temperatura por debajo de su instante de inicio. Para volver al estado inicial de temperatura (todavía con un pistón libre), el aire debe ser calentado. Este exceso de calor se eleva a cerca del 40 % de la cantidad anterior.
En el ejemplo anterior, tal vez no fuese evidente cómo {\displaystyle C_{P}} debido a que está implicado en la ampliación y posterior calentamiento del sistema y durante el proceso la presión no permanece constante. Otra forma de entender la diferencia entre {\displaystyle C_{P}} y {\displaystyle C_{V}} consiste en considerar la diferencia entre la adición de calor al gas con un pistón bloqueado, y la adición de calor con un pistón con libertad de movimiento, de manera que la presión se mantiene constante. En este caso, el gas se expandirá por el calor causando que el pistón haga el trabajo mecánico contra la atmósfera. El calor que se añade al gas va solo en parte en la calefacción de gas; Mientras que el resto se transforma en el trabajo mecánico realizado por el pistón. En el caso de volumen constante (pistón bloqueado) no existe un movimiento externo, y por lo tanto no se realiza el trabajo mecánico en la atmósfera. Así, la cantidad de calor necesaria para elevar la temperatura del gas (la capacidad térmica) es mayor en el caso de una presión constante.

## Relaciones con un gas ideal
Para un gas ideal la capacidad calorífica es constante con la temperatura. De acuerdo con esta afirmación la entalpía puede expresarse como {\displaystyle H=C_{P}T} y la energía interna como {\displaystyle U=C_{V}T}. Por lo tanto, se puede decir que el coeficiente de dilatación adiabática es la razón entre la entalpía y la energía interna:
{\displaystyle \gamma ={\frac {H}{U}}}
De la misma forma, las capacidades caloríficas pueden ser expresadas en términos del ratio ( {\displaystyle \gamma } ) y la constante de los gases ideales ( {\displaystyle R} ):
{\displaystyle C_{P}={\frac {\gamma R}{\gamma -1}}\qquad {\mbox{y}}\qquad C_{V}={\frac {R}{\gamma -1}}},

Es difícil encontrar tabulada información sobre {\displaystyle C_{V}}, y es frecuente encontrar, sin embargo, más fácilmente información tabular sobre {\displaystyle C_{P}}. En esos casos se puede emplear la relación de Mayer:
```

  

    

      

        

          
C

          

            
P

          

        

        
−

        

          
C

          

            
V

          

        

        
=

        
R

      

    

    
{\displaystyle C_{P}-C_{V}=R}

  

```

Deduciéndose:
{\displaystyle C_{V}=C_{P}-R}
{\displaystyle \quad R=8,314\ kJ/kmol\cdot K}
{\displaystyle \quad C_{P},C_{V}\quad kJ/K}

### Relación con los grados de libertad
La razón de capacidades caloríficas ( {\displaystyle \gamma } ) para un gas ideal puede estar relacionado con los grados de libertad ( {\displaystyle f} ) de una molécula por lo siguiente:
{\displaystyle \gamma ={\frac {f+2}{f}}}
Se puede observar que en el caso de un gas monoatómico, con tres grados de libertad:
{\displaystyle \gamma \ ={\frac {5}{3}}=1.67},
mientras que en un gas diatómico, con cinco grados de libertad (a temperatura ambiente):
{\displaystyle \gamma ={\frac {7}{5}}=1.4}.
Por ejemplo: la atmósfera terrestre está compuesta principalmente de gases diatómicos (~78 % nitrógeno (N2) y [~21 % oxígeno (O2)) y a condición estándar puede considerarse como un gas ideal. Una molécula de un gas diatómico posee cinco grados de libertad (tres translacionales y dos rotacionales, el grado de libertad vibracional no se tiene en cuenta si no es a grandes temperaturas). con todo ello resulta un valor de 
{\displaystyle \gamma ={\frac {5+2}{5}}={\frac {7}{5}}=1.4}.
Esto es consistente con las medidas del índice adiabático de aproximadamente de 1.403 (se puede ver en la tabla susodicha).